# بولين دي روتشيلد
بولين دي روتشيلد (بالإنجليزية: Pauline de Rothschild)‏ هي نجمة اجتماعية ومصممة ومترجمة وعارضة أمريكية، ولدت في 31 ديسمبر 1908 في باسي ‏ في فرنسا، وتوفيت في 8 مارس 1976 في سانتا باربارا في الولايات المتحدة.

## النشأة
ولدت بولين بوتر في 10 شارع أوكتاف فوييه في حي باسي في باريس، لأبوين أمريكيين مغتربين أثرياء من خلفية بروتستانتية. كانت والدتها غويندولين كاري، ابنة أخت توماس جيفرسون وابنة عم بعيدة للوردين البريطانيين فوكلاند وكاري.